# Лала Хэтэуэй
Юлаула Донил "Лала" Хэтэуэй (англ. Eulaulah Donyll "Lalah" Hathaway; род. 16 декабря 1968 года) — американская певица, пятикратная обладательница премии Грэмми.
В 1990 году Хэтэуэй выпустила одноименный альбом. После, в 1994 году был выпущен альбом A Moment, дебютировав под номером 34 в чарте лучших R&B альбомов Billboard. В 1999 году сотрудничала с Джо Сэмплом на альбоме The Song Lives On. После пятилетнего перерыва вернулась со своим четвертым альбомом Outrun the Sky. Сингл «Forever, For Always, For Love» занял первое место в рейтинге Adult R&B Airplay Chart.
В 2008 году Stax Records выпустили пятый альбом певицы под названием Self Portrait. Он дебютировал под номером 63 в Billboard 200 и вошел в топ-10 чарта R&B альбомов, что сделало данный альбом ее самым успешным на сегодняшний день. Является дочерью американского соул-музыканта Донни Хэтэуэя.

## Карьера
В 1990 году Хэтэуэй выпустила свой первый одноименный альбом, который дебютировал под номером 191 в Billboard Hot 200 и под номером 18 в чарте Top R&B/Hip-Hop Albums.
В июле 1991 года версия песни «Family Affair» Слая Стоуна была выпущена сайд-проектом коллектива Heaven 17 под названием British Electric Foundation, в котором Лала Хэтэуэй была вокалисткой. Этот кавер достиг 37-го места в Gallup/Top of The Pops/UK Singles Chart Top 40, единственный трек BEF, который достиг подобных результатов (помимо обычных релизов Heaven 17).
В 1994 году альбом A Moment дебютировал под номером 34 в чарте Top R&B альбомов и под номером 23 в чарте Heatseekers.
Она работала с такими известными музыкантами, как Мэри Джей Блайдж, Маркус Миллер, Take 6 и The Winans, сочиняя, продюсируя и исполняя бэк-вокал. В 1999 году она присоединилась к GRP Records и сотрудничала с Джо Сэмплом на альбоме The Song Lives On, который занял 2-е место в чарте джазовых альбомов. Он стал ее вторым дебютом в Billboard Hot 200, а затем попал в чарты альбомов Top R&B.
В 2004 году Хэтэуэй выпустила кавер-версию песни Лютера Вандросса «Forever, for Always, for Love». Песня появилась на трибьют-альбоме всех звезд Forever, for Always, for Luther и на ее четвертом альбоме Outrun the Sky. Трек занял первое место в чарте Adult R&B. «Forever, for Always, for Love» стал ее первым синглом, попавшим в чарт Billboard Hot 100, заняв 112 строчку, а также 37 строчку в Hot R&B. Ее первый за пять лет сольный альбом спродюсировали Рекс Райдаут, Майк Сити и Крис Паркс.
Хэтэуэй принимала участие на дебютном сольном альбоме Дональда Лоуренса I Speak Life в качестве ведущего вокалиста в треке «Don't Forget to Remember». В 2005 году принимала участие в международном туре Daughters of Soul с Сандрой Сент-Виктор, Ноной Хендрикс, Лизой Симоной и Джойс Кеннеди.
После того, как Stax Records подписали контракт с Хэтэуэй, она заявила: «Основы соул-музыки уходят корнями в Stax Records. Работа с Морисом Уайтом над проектом «Interpretations» была для меня чем-то особенным. Нет более высокого комплимента, чем подписание контракта с лейблом, чья музыка неподвластна времени. Я горжусь тем, что несу факел, который и дальше будет приносить качественную соул-музыку новой аудитории».
Ее первым синглом стал «Love's Holiday» с трибьют-альбома Earth, Wind & Fire Interpretations. В апреле 2008 года Stax выпустили трек «Let Go», который дебютировал под номером 51 в чарте Hot R&B и под номером 16 в рейтинге Hot Adult R&B. В июне 2008 года вышел альбом Self Portrait. Снова сотрудничая с продюсером Рексом Райдаутом и работая с Рахсааном Паттерсоном и Сандрой Сент-Виктор, Self Portrait стал ее самым успешным альбомом на сегодняшний день, дебютировав под номером 6 в чарте Top R&B/Hip-Hop Albums и под номером 63 в Hot 200.
После выхода Self Portrait Хэтэуэй отправилась в тур, начавшийся в июле 2008 года. Тур Self Portrait включал 10 гастрольных дат по Америке и программу песен из ее предыдущих альбомов, Lalah Hathaway и Outrun the Sky, а также несколько песен из Self Portrait. Тур прошел только по Америке. В конце 2008 года был выпущен второй сингл «That Was Then», он дебютировал под номером 105 в чарте Hot R&B и под номером 32 в Hot Adult R&B Airplay.
В ноябре 2008 года Хэтэуэй присоединилась к Уиллу Даунингу и Джеральду Олбрайту для участия в туре Soulful Chr*stmas в Вашингтоне, Мемфисе, Далласе, Хьюстоне, Индианаполисе, Чикаго, Детройте, Филадельфии, Сент-Луисе и Атланте. В январе 2009 года она появилась на Black Entertainment Television в интервью и выступила перед аудиторией. Хэтэуэй продолжала поддерживать альбом и выступила на Capital Jazz Festival в Колумбии, штат Мэриленд, также на музыкальном фестивале Essence в Новом Орлеане и Circle of Promise, который состоялся в июле 2009 года. В декабре 2009 года она выиграла премию «Песня года» в номинации «Выбор читателей SoulTracks» за дуэт с певцом Эриком Роберсоном на песне «Dealing».

## Музыка и голос
Хэтэуэй владеет редким типом обертонного пения, который позволяет «разделять» голос и петь несколько нот одновременно. Хэтэуэй получила свою первую премию Грэмми в 2013 году за лучшее R&B исполнение, а именно трек «Something» с Snarky Puppy, где она продемонстрировала эту способность.

## Написание песен, продюсирование и сцена
В перерывах между альбомными проектами Маркуса Миллера, Мишель Ндегеочелло и Мери Джей Блайдж, Хэтэуэй поддерживает свое творчество. Привносит свой голос в Daughters of Soul Tour - музыкальный коллектив, основанный Сандрой Сент-Виктор, при участии Ноны Хендрикс, Джойс Кеннеди.
Может показаться, что песня «On Your Own» из Self Portrait, в которой она работала с Рексом Райдаутом и Рахсааном Паттерсоном, вдохновлена пережитым горем, но идея песни пришла ей во сне. Хотя Хэтэуэй известна тем, что не редко поет песни в медленном темпе, в период с 2004 по 2008 год она исполняла песни в средних темпах, такие как «Let Go», «Let Me Love You» и «Better and Better». Продолжая тему своей семьи, она часто возвращается в детство с песней «Little Girl», которую продюсировала вместе с Рексом Райдаутом, Рахсааном Паттерсоном и Сандрой Сент-Виктор.
На сцене Хэтэуэй часто исполняет песни дольше, чем их альбомные версии, многие из которых превышают пятиминутную отметку, а также иногда исполняет песни в новых аранжировках. Группа Хэтэуэй обычно состоит из клавишника, гитариста, басиста и барабанщика.

## Благотворительность
«Количество чернокожих женщин и девочек, у которых диагностирован рак груди, растет тревожными темпами», - заявила Хэтэуэй. «Мы боремся с общим врагом. Знания, а также сознание и ответственное отношение являются важнейшим оружием в борьбе с этой смертельной болезнью. Я стала активной, потому что хочу быть послом перемен. Если я расскажу семи своим друзьям, а они семи своим друзьям и так далее, круг будет продолжать расширяться, и мы создадим хор голосов в афроамериканском сообществе, для того чтобы искоренить рак груди. Я искренне верю, что это цель, которую мы можем достичь вместе». В национальном масштабе The Circle of Promise представлен несколькими феноменальными афроамериканками. Хэтэуэй жертвовала деньги с туров и рекордных продаж, чтобы помочь найти лекарство для женщин с раком груди. Также она побуждала женщин пройти тестирование и рассказать членам семьи, чтобы они знали о раке.

## Дискография
Студийные и концертные альбомы
- Lalah Hathaway (1990)
- A Moment (1994)
- Outrun the Sky (2004)
- Self Portrait (2008)
- Where It All Begins (2011)
- Lalah Hathaway Live (2015)
- Honestly (2017)

Коллаборации
- The Song Lives On (совместно с Джо Семплом) (1999)

## Внешние ссылки
- Официальный сайт
- Аудио-интервью 2012 года на Soulinterviews.com